# Cantó de Bernaville
El cantó de Bernaville és un cantó francès del departament del Somme, situat al districte d'Amiens. Té 24 municipis i el cap és Bernaville.

## Municipis
- Agenville
- Autheux
- Barly
- Béalcourt
- Beaumetz
- Bernâtre
- Bernaville
- Boisbergues
- Candas
- Domesmont
- Épécamps
- Fienvillers
- Frohen-sur-Authie
- Gorges
- Heuzecourt
- Maizicourt
- Le Meillard
- Mézerolles
- Montigny-les-Jongleurs
- Occoches
- Outrebois
- Prouville
- Remaisnil
- Saint-Acheul

## Història
| Data d'elecció                           | Identitat      | Partit             | Qualitat |
| ---------------------------------------- | -------------- | ------------------ | -------- |
| 1945-1951                                | Hubert Dubois  | RGR                |          |
| 1951-1976                                | Maurice Crépin | SFIO, després MDSF |          |
| 1976-1982                                | Jacques Becq   | PS                 |          |
| 1982-1995                                | Joël Hart      | RPR                |          |
| 1995-2001                                | Thérèse Hart   | RPR                |          |
| 2001-                                    | Laurent Somon  | Divers droite      |          |
| les dades anteriors no són pas conegudes |                |                    |          |
|                                          |                |                    |          |

## Demografia
| A partir de 1990: Població sense dobles comptes |